# ناحیه ساری‌یروی-ویتاساری
ناحیه ساری‌یروی-ویتاساری زیرمجموعه فنلاند مرکزی و یکی از مناطق فرعی فنلاند از سال ۲۰۰۹ است.

## شهرداری‌ها
ناحیه ساری‌یروی
- کاننانکسکی
- کارستولا
- کیوی‌یروی
- کویروی
- ساری‌یروی

ناحیه ویتاساری
- کیننولا
- پیهتی‌پوداس
- ویتاساری